# Alica Stuhlemmer
Alica Stuhlemmer (Kiel, 24 de agosto de 1999) es una deportista alemana que compite en vela.
Participó en los Juegos Olímpicos de Tokio 2020, obteniendo una medalla de bronce en la clase Nacra 17 (junto con Paul Kohlhoff). Ganó una medalla de bronce en el Campeonato Mundial de Nacra 17 de 2021.

## Palmarés internacional
| Juegos Olímpicos   | Juegos Olímpicos  | Juegos Olímpicos  | Juegos Olímpicos |
| Año                | Lugar             | Medalla           | Clase            |
| ------------------ | ----------------- | ----------------- | ---------------- |
| 2020               | Tokio (Japón)     | Medalla de bronce | Nacra 17         |
| Campeonato Mundial |                   |                   |                  |
| Año                | Lugar             | Medalla           | Clase            |
| 2021               | Al Musanah (Omán) | Medalla de bronce | Nacra 17         |